# Dialeurodes didymocarpi
Dialeurodes didymocarpi là một loài côn trùng cánh nửa trong họ Aleyrodidae, phân họ Aleyrodinae.
Dialeurodes didymocarpi được Corbett miêu tả khoa học đầu tiên năm 1935.